# استانیسلاو لم
استَنیسلاو هرمن لِم (استَنیسواو لم) (لهستانی: Stanisław Herman Lem؛ [staˈɲiswaf]؛ زاده ۱۲ سپتامبر ۱۹۲۱ – درگذشته ۲۷ مارس ۲۰۰۶) نویسندهٔ لهستانی آثار علمی–تخیلی بود. وی بیشتر به عنوان نویسندهٔ رُمان سولاریس مشهور است.

## زندگی
وی در ۱۲ سپتامبر ۱۹۲۱ در شهر لوو لهستان که هم‌اکنون بخشی از خاک اوکراین است در خانواده‌ای یهودی به دنیا آمد. پدر او پزشک حنجره‌شناس بود و خود او نیز قبل از جنگ جهانی دوم به پزشکی پرداخت. بعد از جنگ دوم به شهر کراکو نقل مکان کرد و به نوشتن داستان‌های علمی-تخیلی پرداخت، چرا که دستگاه سانسور دولت لهستان این نوع ادبی را بی‌زیان تشخیص داده بود.
با این همه، نخستین رمان او، بیمارستان تبدّل، به مدت هشت سال اجازهٔ انتشار نیافت تا آن که با مرگ ژوزف استالین در سال ۱۹۵۳ و آزادی‌های نسبی فرهنگی پس از آن به چاپ رسید.

## سولاریس
در سال ۱۹۶۱، مشهورترین اثر او سولاریس منتشر شد که دو اقتباس سینمایی توسط آندری تارکوفسکی و استیون سودربرگ)× یک اقتباس تلویزیونی به کارگردانی بوریس نیرنبورگ و یک اقتباس اُپرایی از آن توسط میشائل اوبست آلمانی انجام گرفت. لم هیچ‌گاه اقتباس‌های سینمایی سولاریس را نپذیرفت. او اقتباس تارکوفسکی را به دلیل آن که جهان‌بینی او در فیلم رعایت نشده و فیلم بیشتر بازتاب ذهنیات خود تارکوفسکی است، نپسندید و همین‌طور هم تلقی خود را از رمان با تارکوفسکی تماماً متفاوت می‌دانست. لم در جایی گفته: «تارکوفسکی می‌خواست نشان بدهد که کیهان، پلشت و ناخوشایند است و زمین دل‌نشین و زیبا. اما من متضاد با این تفکر، می‌نویسم و می‌اندیشم». در مورد اقتباس سودربرگ هم، فیلم را تا به پایان تماشا نکرد و در مقاله‌ای در مورد آن در وب سایت شخصیش نوشت: ... «اگر «سولاریس» در مورد عشق یک زن و مرد به هم بود (حالا چه روی زمین باشند چه در فضا) قطعاً اسم آن «سولاریس» نبود! چیزی که من در «سولاریس» آن را مطرح کرده‌ام، مسئله رویارویی انسان در فضا با نوع خاصی از وجود است که نه انسان است و نه شباهتی به انسان ندارد..».

## تأثیرات
سبک نوشتار او «مبتنی بر دانش»، عمیقاً فلسفی و در برابر این صفات سرشار از طنز هوشمندانه و بازی‌های کلامی بود. آثار لم یکی از معدود آثاری است که برای نوع علمی-تخیلی نزد مخالفان این سَبک آبرو خرید و به‌ویژه از آخرین کتاب‌های او که بیشتر به جستار آینده‌شناسی و اخلاق در علم آینده می‌پردازد در کتاب‌های فلسفی نقل قول شد. اولینِ این نقل‌قول‌ها در سال ۱۹۸۱ توسط دو فیلسوف آمریکایی، داگلاس هوفشتاتر و دانیل بنت در کتاب‌شان، «منِ ذهن» انجام گرفت.
تأثیر آثار او به اندازه‌ای بود که یکی از منتقدان نشریه فیلادلفیا اینکوایرر در سال ۱۹۸۳ گفت: «اگر تا پایان سدهٔ بیستم استانیسلاو لم برای جایزهٔ نوبل ادبی در نظر گرفته نشود، به این سبب است که کسی به گوش هیئت ژوری نوبل رسانده که او علمی‌تخیلی می‌نویسد!»

## کتابشناسی
برخی از آثار او عبارت است از:
- ۱۹۵۷ - سفرهای ستاره‌ای (مجموعه داستان‌های یون تیخی)
- ۱۹۶۱ - سولاریس
- ۱۹۶۱ - خاطرات پیدا شده در وان حمام
- ۱۹۶۴ - شکست‌ناپذیر
- ۱۹۶۷ - سایبریاد: افسانه‌های عصر سایبرنتیک
- ۱۹۸۶ - ناکامی (ترجمهٔ فارسی با عنوان شکست در کوئینتا)
- زنجیرهٔ اقبال

## برگردان آثار وی به فارسی
مشهورترین مترجم آثار لم به انگلیسی، مایکل کندل است که بسیاری او را به سبب حفظ سبک لم در زبان لهستانی ستوده‌اند. کندل نقشی اساسی در شناساندن لم به جهان انگلیسی زبان و به تبع آن سایر کشورها داشت.
در ایران نیز صادق مظفرزاده برای نخستین بار رمان سولاریس را ترجمه کرد که در سال ۱۳۶۴ توسط انتشارات فاریاب منتشر شد و لم را به ایرانیان شناساند. مظفرزاده چند داستان کوتاه از مجموعه داستان‌های یون تیخی نیز ترجمه کرد که در مجله دانشمند منتشر شدند. وی این ترجمه‌ها را از زبان آلمانی انجام داد. پیمان اسماعیلیان نیز دو کتاب شکست‌ناپذیر و شکست در کوئینتا را از انگلیسی به فارسی برگردانده است.
آثار او به ۴۱ زبان ترجمه شده و بیش از ۲۷ میلیون نسخه از آن‌ها به فروش رفته‌است.